# Ján Babjak
Ján Babjak S.J. (Hažín nad Cirochou, 28 oktober 1953) is een Slowaaks geestelijke en een metropoliet van de Slowaakse Grieks-Katholieke Kerk.
Babjak studeerde theologie en filosofie aan het Cyrillus en Methodius-seminarie in Bratislava. Op 18 juni 1987 trad hij in bij de orde der Jezuïeten. Van 1991 tot 1994 studeerde hij aan het Pauselijk Oriëntaal Instituut in Rome, dat verbonden is met de Pauselijke Universiteit Gregoriana.
Op 11 december 2002 werd Babjak benoemd tot bisschop van Prešov; zijn bisschopswijding vond plaats op 6 januari 2003. Toen de eparchie Prešov op 30 januari 2008 werd verheven tot metropool, werd Babjak de eerste metropoliet van de Slowaakse Grieks-Katholieke Kerk.
Babjak ging op 25 april 2022 met emeritaat.
- International Standard Name Identifier: 0000 0000 5758 8002
- Library of Congress Control Number: no2019072891
- Nationale Bibliotheek van Tsjechië: xx0011906
- Virtual International Authority File: 85377181
- WorldCat: E39PBJjtbR6ghFDh9BydyTjQv3